# Jouet-sur-l'Aubois
Jouet-sur-l'Aubois é uma comuna francesa na região administrativa do Centro, no departamento Cher. Estende-se por uma área de 17,44 km². Em 2010 a comuna tinha 1 370 habitantes (densidade: 78,6 hab./km²).